# Зимогорје
Зимогорје (укр. Зимогір'я; рус. Зимогорье) град је у Украјини у Луганској области. Према процени из 2019. у граду је живело 9.669 становника.

## Историја
Град се налази у Донбасу на реци Лугањ, 198 км дугој притоци Северског Доњеца, а 40 км од окружног центра Славјаносербска и 29 км источно од самог центра Луганске области.
Основан је 1645. године, најважнија индустријска грана је вађење и прерада угља. Носио је назив Черкаске (Черкаське) од 1764. године, а садашње име је добио тек 1956. године. Од 1961. године има статус града.
Од априла 2014. године, град је део самопроглашене Луганске Народне Републике.

## Становништво
Према процени, у граду је 2019. живело 9.669 становника.
| 1970.  | 1979.  | 1989.  | 2001.  | 2015. |
| ------ | ------ | ------ | ------ | ----- |
| 14.943 | 13.328 | 12.710 | 11.295 | 9.816 |